# Mario Pini
Mario Rolando Pini Stagi ( Fray Bentos, Uruguay, 25 de octubre de 1938 - 17 de abril de 2021) fue un futbolista uruguayo nacionalizado español. Jugaba de defensor y su primer club fue el Montevideo Wanderers.

## Carrera
Comenzó su carrera en 1959 jugando para el Montevideo Wanderers. Jugó para ese club hasta 1962. En ese año se fue a España para formar parte del plantel de Real Valladolid. Jugó en el equipo vallisoletano hasta 1964. En 1965 se pasó al RCD Mallorca. Se mantuvo hasta 1966. En 1967 se fue al CE Sabadell. Jugó para ese equipo hasta el año 1972, retirándose definitivamente.
En la liga española jugó 275 partidos de liga, entre la 1ª y 2ª división, anotando tres goles.

## Selección nacional
Ha sido internacional con la Selección de fútbol de Cataluña en 1971.

## Clubes
| Club                 | País    | Año       |
| -------------------- | ------- | --------- |
| Montevideo Wanderers | Uruguay | 1959-1962 |
| Real Valladolid      | España  | 1962-1964 |
| RCD Mallorca         | España  | 1965-1966 |
| CE Sabadell          | España  | 1967-1972 |